# Tommy Flanagan (actor)
Tommy Flanagan (nascut el 3 de juliol de 1965) és un actor escocès conegut per actuar a la pel·lícula Braveheart i per interpretar a Chibs a la sèrie de televisió Sons of Anarchy.

## Biografia
Flanagan va néixer a Glasgow, el tercer de cinc germans. Als sis anys, el seu pare va abandonar la família. Va créixer en un barri perillós on, a vegades, els problemes eren inevitables. Els seus primers anys va treballar com a pintor, decorador i discjòquei. Durant la infància, no va pensar en cap moment en actuar.
Les cicatrius de la cara (una a cada costat, a les galtes) provenen d'un assalt amb navalles a la sortida d'un club on treballava com a DJ i on gairebé perd la vida.
Més tard, impulsat per la seva dona i amics, va començar a dedicar-se a actuar.
Va treballar durant tres anys en un teatre anomenat "Rain Dog", abans que Mel Gibson li donés el primer paper en una pel·lícula important: Braveheart en 1995. Després de la seva actuació a Braveheart, va consolidar la carrera artística amb rols de repartiment en pel·lícules importants com Face/Off, Gladiator o Sin City.
El 2008, es va fer encara més famós amb la sèrie Sons of Anarchy, on interpreta Chibs, un dels principals personatges secundaris.

## Filmografia
| Any  | Títol                           | Rol                 |
| ---- | ------------------------------- | ------------------- |
| 1995 | Braveheart                      | Morrison            |
| 1997 | The Saint                       | Scarface            |
| 1997 | Face/Off                        | Leo                 |
| 1997 | The Detail                      |                     |
| 1997 | The Game                        | Advocat/Taxista     |
| 1999 | Plunkett & Macleane             | Eddie               |
| 1999 | Ratcatcher                      | Dona                |
| 2000 | Gladiator                       | Cicero              |
| 2000 | Sunset Strip                    | Duncan              |
| 2000 | Hidden                          | McCracken           |
| 2001 | Strictly Sinatra                | Michelangelo        |
| 2001 | Dead Dogs Lie                   | Michael             |
| 2002 | All About the Benjamins         | Williamson          |
| 2003 | Els àngels de Charlie: Al límit | Esbirro irlandès    |
| 2004 | Trauma                          | Tommy               |
| 2004 | Alien vs. Predator              | Mark Verheiden      |
| 2005 | Sin City                        | Brian               |
| 2006 | The Last Drop                   | Soldat Dennis Baker |
| 2006 | When a Stranger Calls           | Estrany             |
| 2006 | Smokin' Aces                    | Lazlo Soot          |
| 2008 | Hero Wanted                     | Derek               |
| 2010 | Luster                          | Els                 |
| 2010 | Smokin' Aces 2: Assassins' Ball | Lazlo Soot          |
| 2010 | Swifty & Veg                    | Swifty              |
| 2011 | Grace and Danger                |                     |
| 2012 | Officer Down                    | Pare Reddy          |
| 2015 | Winter                          | Woods Weston        |
| 2016 | Running Wild                    | Jon Kilpatrick      |
| 2016 | Sand Castle                     | SG Major McGregor   |
| 2017 | Guardians de la Galàxia Vol. 2  | Tullk Ul-Zyn        |
| 2017 | The Ballad of Lefty Brown       | Tom Harrah          |
| 2019 | Killers Anonymous               | Markus              |

| Any       | Títol                                 | Rol                   | Notes                                                    |
| --------- | ------------------------------------- | --------------------- | -------------------------------------------------------- |
| 1992      | Screen One                            |                       | Episodi: "Black and Blue"                                |
| 1993      | Tis the Season to be Jolly            | Presoner              | Pel·lícula de TV                                         |
| 1993      | Taggart                               | Tam McLeod            | Episodi: "Instrument of Justice"                         |
| 1995      | Jolly: A Life                         | Home de Grotto        | Pel·lícula de TV                                         |
| 1996      | Rab C. Nesbitt                        | Sean                  | Episodi: "Lottery"                                       |
| 1996      | A Mug's Game                          | Paul                  |                                                          |
| 1996      | Bad Boys                              | Harry                 | Episodi: "The Bonny Bonny Banks"                         |
| 2000      | Rebus                                 | Thomas Telford        | Episodi: "The Hanging Garden"                            |
| 2001      | Attila                                | Bleda                 | Minisèrie                                                |
| 2008–2014 | Sons of Anarchy                       | Filip "Chibs" Telford | 90 episodis                                              |
| 2009      | 24                                    | Gabriel Schector      | Episodi: "Day 7: 8.00 a. m.-9.00 a. m."                  |
| 2010      | Lie to ME                             | Ron Marshall          | Episodi: "Headlock"                                      |
| 2011      | Detroit 1-8-7                         | Albert Stram          | 2 episodis                                               |
| 2012      | Law &amp; Order: Special Victims Unit | Murphy                | Episodi: "Home Invasions"                                |
| 2013      | Peaky Blinders                        | Arthur Shelby Snr     | Episodi: "Episode 5"                                     |
| 2015      | Revenge                               | Malcolm Black         | 3 episodis                                               |
| 2015      | Gotham                                | Tom "The Knife"       | Episodi: "Rise of the Villains: The Son of Gotham"       |
| 2016      | Motive                                | Jack Stoker           | 4 episodis                                               |
| 2019      | Mayans M.C.                           | Filip "Chibs" Telford | Convidat especial (Segona temporada) Episodi: "Kukulkan" |
| 2019      | Wu Assassins                          | Alec McCullough       | 7 episodis                                               |

| Any  | Títol                  | Rol          |
| ---- | ---------------------- | ------------ |
| 2016 | Korn - Rotting in Vain | Protagonista |